# Jacob van Schuppen
Jacob van Schuppen (Fontainebleau, 26 de janeiro de 1670 — Viena, 29 de janeiro de 1751) foi um pintor austríaco, diretor da Academia de Belas-Artes de Viena.[carece de fontes?]
Foi pintor da corte por indicação de Carlos VI e aluno de Largillière, sendo o responsável por levar a Academia vienense ao nível das melhores instituições francesas.

## Galeria

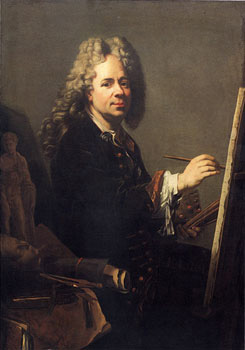
Auto-retrato (1704)
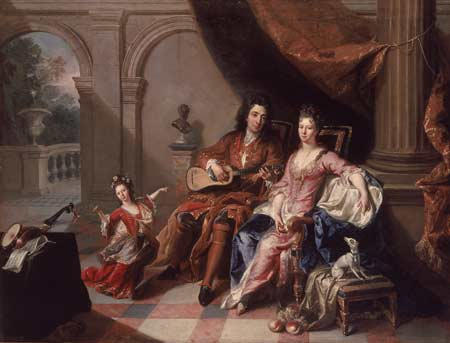
O violonista (1706-1707)
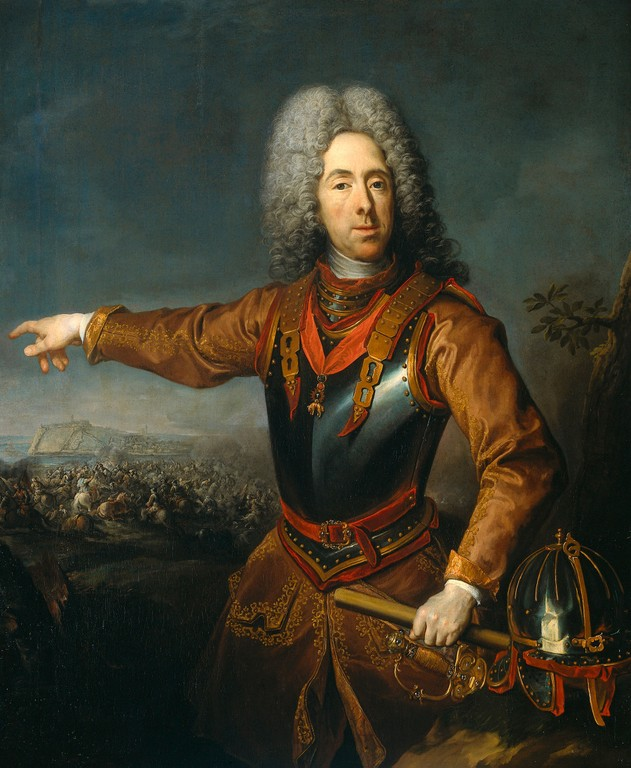
Príncipe Eugênio de Savoia (1718)